# Laubholz

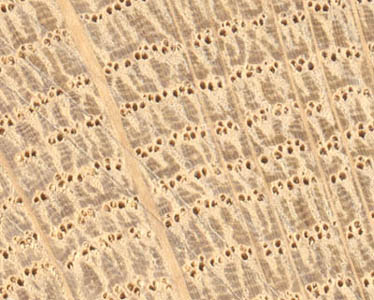
Eichenholz (Quercus robur), mit Porenreihen (Querschnitt)

Als Laubholz wird das Holz von Laubbäumen bezeichnet. Auch Laubbäume an sich werden gelegentlich als Laubholz bzw. Laubhölzer oder Laubgehölze bezeichnet.
Unterschieden wird zwischen Nadelholz, dem Holz von Nadelbäumen (Koniferen), die zu den Nacktsamern (Gymnospermae) gehören, und Laubholz, dem Holz der Laubbäume, die sämtlich der Klasse der Bedecktsamer (Angiospermae) angehören. Grund für diese Differenzierung ist zum einen diese unterschiedliche systematische Zuordnung der Baumarten zu verschiedenen Gruppen der Samenpflanzen. Zum anderen unterscheiden sich die beiden Klassen von Holzarten bedeutend in Zusammensetzung, Aufbau und Eigenschaften.

## Zusammensetzung und Aufbau
| Zusammensetzung der Zellwand bei mitteleuropäischen Laub- und Nadelhölzern |           |            |
| Substanz                                                                   | Nadelholz | Laubholz   |
| Zellulose                                                                  | 42–49 %   | 42–51 %    |
| Hemicellulose                                                              | 24–30 %   | 27–40 %    |
| Lignin                                                                     | 25–30 %   | 18–24 % \| |
| Extraktstoffe                                                              | 2–9 %     | 1–10 %     |
| Mineralien                                                                 | 0,2–0,8 % | 0,2–0,8 %  |

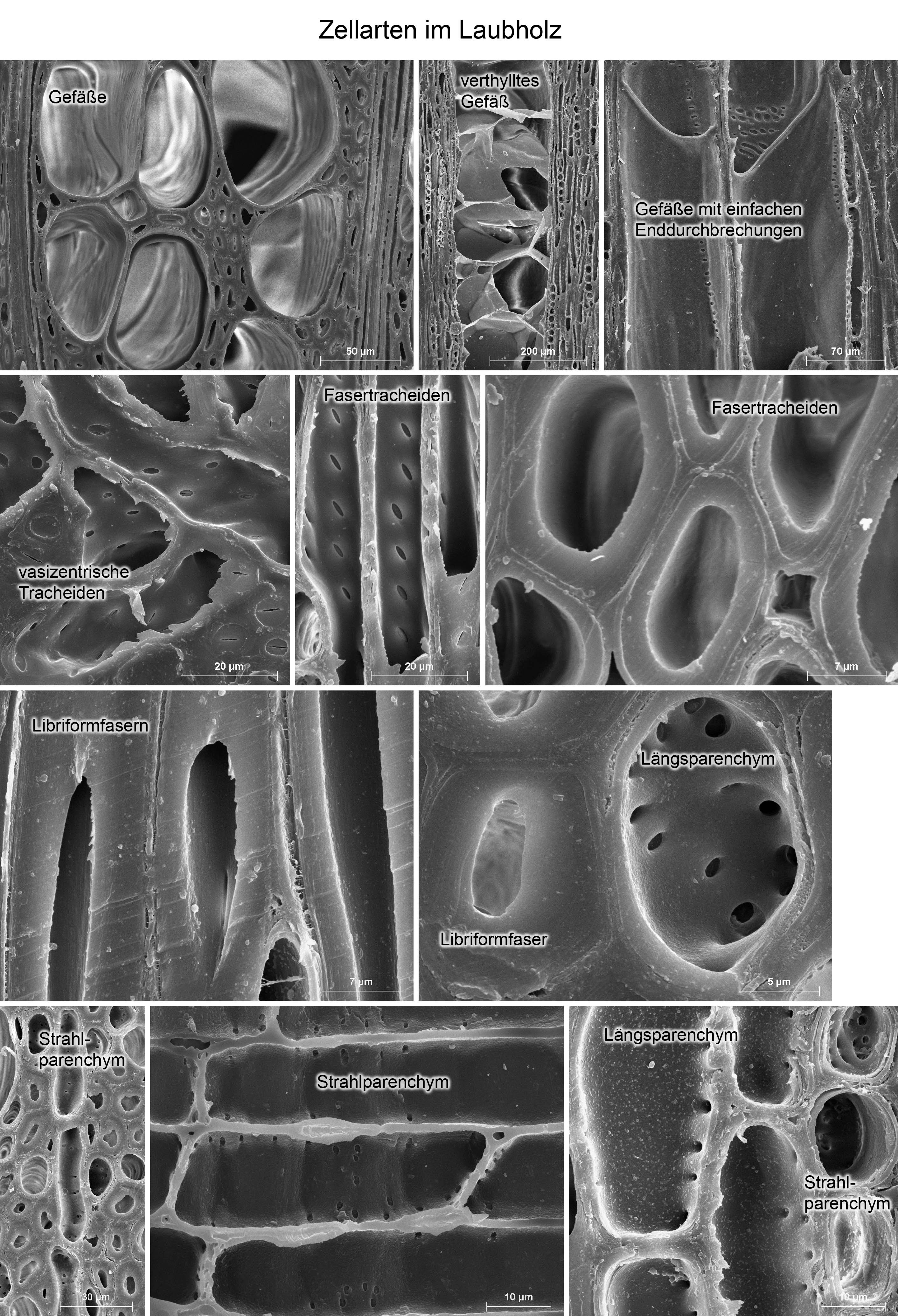
Zellarten im Laubholz

Die chemische Zusammensetzung von Laubholz ähnelt der von Nadelholz (siehe Tabelle). Den größten Anteil macht Cellulose mit 42 – 51 % aus, während Hemicellulose 27 – 40 % und Lignin 18 – 24 % ausmachen.
Laubholz zeigt in seinem anatomischen Bau eine größere Vielfalt als das relativ einförmig strukturierte Nadelholz. Im Gegensatz zum Nadelholz, wo die Tracheiden eine Doppelfunktion erfüllen (Festigung, Wasserleitung), ist bei den Laubhölzern eine Funktionstrennung eingetreten. Es finden sich weiterlumige Gefäße für den Wasser- und Nährstofftransport von der Wurzel zur Krone, die Tracheen. Die mechanische Festigungsfunktion übernehmen im Wesentlichen die Holzfasern, die sich in Libriformfasern und Fasertracheiden unterteilen lassen. Daneben können bei bestimmten Holzarten als weitere Zellen Gefäßtracheiden und vasizentrische Tracheiden vorkommen; diese stellen eine Zwischenstufe der Entwicklung von der Tracheide zum speziellen Wasserleitelement dar. Die Speicherung der Nährstoffe erfolgt im Längsparenchym bzw. im Holzstrahlparenchym. Die nebenstehende Abbildung gibt einen Überblick über die verschiedenen Zellarten des Laubholzes.

## Verwendung und Bedeutung
Laubholz kann, wie Nadelholz, als Baustoff (Bauholz, Holzwerkstoff usw.), Möbelholz, Rohstoff zur Papierherstellung oder als Energieträger (Brennholz, Energieholz) eingesetzt werden. Nadelhölzer wie z. B. Fichten werden wegen ihres schnellen Wuchses jedoch bevorzugt angepflanzt. Zudem haben sie meist einen geraderen Wuchs und sind dadurch einfacher und mit weniger Verschnitt zu Schnittholz zu verarbeiten.
2007 bzw. 2008 betrug der Anteil des Laubholzes in Deutschland 17,1 % (13,1 Mio. m3) bzw. 22,7 % (12,6 Mio. m3) am Gesamteinschlag (76,7 bzw. 55,4 Mio. m3). Der Anteil von Laubwäldern an der deutschen Waldfläche dagegen beträgt rund 41 %. Der Anteil von Buchen liegt bei 14,8 %, Eichen bei 9,6 % und andere Laubbäume bei 15,7 %.